# Laura Fortino
Laura Michele Fortino (Hamilton, 30 gennaio 1991) è una hockeista su ghiaccio canadese naturalizzata italiana.
Ha vinto la medaglia d'oro olimpica nell'hockey su ghiaccio alle Olimpiadi invernali 2014 svoltesi a Soči (Russia), trionfando con la nazionale canadese nel torneo femminile e anche la medaglia d'argento nel torneo femminile alle Olimpiadi invernali 2018 di Pyeongchang.
Nelle sue partecipazioni ai campionati mondiali di hockey su ghiaccio femminile ha conquistato una medaglia d'oro (2012), quattro medaglie d'argento (2013, 2015, 2016 e 2017) ed una di bronzo (2019).
Ai campionato mondiali Under-18 ha vinto due medaglie d'argento, nel 2008 e nel 2009.
A livello di club, ha vinto una Canadian Women's Hockey League con la maglia delle Markham Thunder (2017-2018).
In virtù del suo passaporto italiano, e con l'obiettivo dichiarato di poter giocare un'ulteriore olimpiade a Milano Cortina 2026, dal 2023 si è trasferita nell'Italian Hockey League Women con l'EV Bozen Eagles, con le quali ha vinto il titolo. Nella stagione successiva è passata ad un'altra squadra altoatesina, l'HC Lakers.